# كاميلا ينسن
كاميلا جنسن (بالدنماركية: Camilla Jensen)‏ هي لاعبة كرلنغ دنماركية، ولدت في 25 أكتوبر 1982 في Tårnby Municipality ‏ في الدنمارك.

## وصلات خارجية
- كاميلا جنسن على موقع الاتحاد الدولي للكرلنغ (الإنجليزية)
- كاميلا جنسن على موقع أوليمبيديا (الإنجليزية)